# Campionati francesi di sci alpino 1983
I Campionati francesi di sci alpino 1983 si disputarono a Le Grand-Bornand; furono assegnati i titoli di discesa libera, slalom gigante, slalom speciale e combinata, sia maschili sia femminili.

## Risultati
| Specialità      | Uomini                | Donne                |
| --------------- | --------------------- | -------------------- |
| Discesa libera  | Jean-Philippe Vulliet | Marie-Luce Waldmeier |
| Slalom gigante  | Yves Tavernier        | Fabienne Serrat      |
| Slalom speciale | Didier Bouvet         | Perrine Pelen        |
| Combinata       | Jean-Luc Crétier      | Claudine Emonet      |